# 土牛 (大字)
土牛，是臺灣臺中市石岡區的一個傳統地域名稱，位於該區東部。相較於今日行政區，其範圍大致包括土牛里、德興里、和盛里。

## 歷史
台灣清治末期，土牛地區為一街庄，稱為「土牛庄」，隸屬於捒東上堡。該庄東北及東隔大甲溪與校栗埔庄、東勢角庄、新伯公庄為界，南與永居湖庄為鄰，西南邊及西邊為新社庄，西北邊為社藔角庄。。
1901年（日明治三十四年）11月，全台廢縣廳改設二十廳，該庄隸屬於臺中廳。1903年（明治三十六年）6月，該庄編入「石崗區」，仍隸屬於臺中廳。1909年（明治四十二年）10月，全台二十廳合併為十二廳，石崗區隸屬不變。1920年（大正九年），全台地方制度大改正，該庄改制為「土牛」大字，隸屬於臺中州東勢郡石岡庄，大字下有「土牛」、「南眉」、「崁子下」小字名。
戰後石岡庄改制為石岡鄉，隸屬於臺中縣，大字亦改制為村。1950年10月，中、彰、投分治，石岡鄉隸屬不變。2010年12月，隨著臺中縣、市合併為直轄臺中市，石岡鄉改制為石岡區，村亦改制為里。

## 聚落
本地區發展較早的聚落有崁仔腳、土牛（下土牛）、南眉等，在日治期初期的官方地圖上已有記載。此外，本地區尚有連厝、上土牛、杉仔堀等聚落。

## 交通
省道台3線（豐勢路）俗稱「內山公路」，是臺北至屏東的幹道，大致以東北東—西南西走向轉東南—西北走向經過土牛地區東部、中部及西北部。由該道路向東北東過大甲溪橋轉北北西可經東勢前往卓蘭、大湖等地，向西北經石岡市區轉西南可前往豐原、潭子、北屯等地。
市道129號（和盛街）是土牛至大里區塗城的道路，其北側端點位於本地區中部偏東的省道台3線路口。由此向西南轉西北繞S形後轉西南西出境後，轉南南東可前往新社、大南、馬力埔、大坑、廍子、三汴、太平東北部、頭汴坑西端、車籠埔、番子寮（部分路段與塗城交界）、草湖並止於省道台3線另一路口。

## 學校
- 土牛國小

## 文化資產
- 仗義卹隣石坊
- 土牛民番地界碑（古物，位於土牛國小校內）
- 土牛劉屋老夥房